# Борейские языки
Боре́йские языки (то есть северные; от др.-греч. Βορέας — Север; Борей – в древнегреческой мифологии бог северного ветра; в данном случае применительно к Северному полушарию, также бореальные) — гипотетическая гиперсемья языков, включающая в себя почти все языки (бо́льшую часть языков) планеты. Существует две модели борейских языков: С. А. Старостина и Г. Флеминга.

## Гипотеза Флеминга
Первая статья о борейских языках была опубликована Г. Флемингом в 1987 году. Термин предложен в 1991 году. Флеминг относил к борейским языкам афразийские, картвельские, дравидийские языки, «евразийскую макросемью» Гринберга — индоевропейские, уральские, алтайские языки (все ностратические языки в понимании В. М. Иллич-Свитыча), шумерский с эламским и некоторыми другими древними языками Ближнего Востока, «макрокавказские языки» Бенгтсона (включают северокавказские, баскский и бурушаски), енисейские, сино-тибетские, на-дене (последние четыре семьи объединяются в дене-кавказские языки), америндские языки.

## Гипотеза Старостина
С. А. Старостин относил к борейским языкам ностратические, сино-кавказские, америндские, аустрические и афразийские.
Некоторые исследователи, работающие над этой гипотезой, не исключают, что к «борейским» относятся вообще все известные языки. Если это и так, это не доказывает, что у человечества был единый праязык и язык возникал ровно один раз (гипотеза моногенеза) — другие древние языки могли вымереть, не оставив засвидетельствованных потомков.
Г. С. Старостин пишет, что рабочим термином «борейский язык» он и его коллеги обозначают гипотетический язык, носители которого могли жить в Африке или на Ближнем Востоке 20—25 тысяч лет назад. 18—25 тысяч лет назад они, предположительно, начали расселяться по миру, вытесняя носителей других языков.
В американской лингвистике это направление получило название «глобалистики»; оно занимается подбором «всемирных этимологий» («global etymologies»), то есть корней слов, общих для всех известных макросемей.
Данная гипотеза не получила общего признания в лингвистическом сообществе прежде всего потому, что работу над доказательством «борейского» единства ещё нельзя считать законченной даже с точки зрения его сторонников; далеко не все макросемьи, предположительно входящие в это единство, сами последовательно и убедительно реконструированы (и не полностью ясны их границы, направления возможных заимствований, усложняющих картину, и проч.). Кроме того, есть немало исследователей, скептически относящихся к самой идее установления настолько глубокого генетического родства языков, опирающегося на метод ступенчатой реконструкции, при котором первичным материалом служат не реально засвидетельствованные языки, а восстановленные (в свою очередь с различной степенью гипотетичности) праязыки. Взвешенный подход к реконструкциям уровня ностратических языков должен быть ещё осторожнее в случае, когда речь идёт о более глубоком языковом единстве.